# 米蘭唐人街

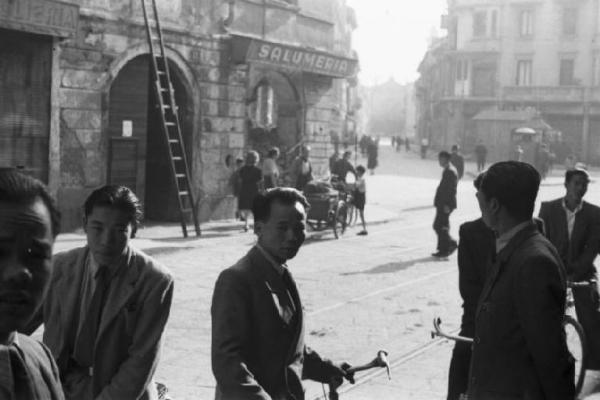
1940年代的米兰唐人街

米兰唐人街位于意大利米兰第八区，也是传统的商业区。

## 历史
唐人街最初是1920年代由浙江文成县移民创建，大多经营小型纺织品和皮革制造。
该唐人街是意大利最大和最古老的中国人街区，2011年统计大约有2.1万居民。
如今，唐人街布满了理发店，时尚精品店，丝绸和皮革店，图书馆，旅游机构和医疗中心。该地区的中国外卖店和餐馆大多从事浙江菜。一些意大利华人公司把总部也设在附近，包括报纸的“欧洲中国日报”“的编辑部。
保罗·萨尔皮路（Via Paolo Sarpi）是米兰唐人街的主要街道，其余街道包括Via Bramante，Via Giovanni Battista Niccolini和Via Aleardo Aleardi。